# 오쿠초역
오쿠초역(일본어: 奥町駅)은 일본 아이치현 이치노미야시에 위치한 나고야 철도 비사이선의 철도역이다. 역 번호는 BS 23이며, 단선 승강장 1면 1선의 구조를 갖춘 지상역이다.

## 타는 곳
| ■ 비사이 선 | 하행 | 다마노이 방면   |
| ■ 비사이 선 | 상행 | 이치노미야 방면 |

## 이용 현황
- 2013년 기준 : 4,394명

## 역 주변
- 이치노미야 시청 오쿠초 출장소
- 가미바야시 기념 병원
- 오쿠 성 터

## 인접 역
| 나고야 철도 비사이선       | 나고야 철도 비사이선 | 나고야 철도 비사이선         |
| -------------------------- | -------------------- | ---------------------------- |
| BS 22 가이메이 야토미 방면 | ■ 비사이선           | 다마노이 BS 24 다마노이 방면 |